# الفوقانية (أوفوس)
الفوقانية هي إحدى مشيخات المملكة المغربية، تتبع جغرافيا لإقليم الرشيدية وإداريًا لأوفوس. يقدر عدد سكانها بـ 7460 نسمة حسب الإحصاء الرسمي للسكان والسكنى لسنة 2004.